# Dominic Boeer
Dominic Boeer (* 4. August 1978 in Warstein) ist ein deutscher Schauspieler und Autor.

## Leben und Wirken
Schon als Achtjähriger begann Dominic Boeer am Stadttheater seines damaligen Wohnortes Lippstadt u. a. als Mogli in Das Dschungelbuch seine schauspielerische Laufbahn.
Boeer war als Teenager ein großer Elvis-Fan und schrieb daher mit 18 Jahren selbst das Elvis-Musical Trouble with Elvis, das einige Zeit mit ihm in der Hauptrolle am Stadttheater Lippstadt lief. Danach studierte er Politikwissenschaft und Politische Kommunikation an der Universität Köln. Schließlich machte er eine Ausbildung bei US-amerikanischen Schauspieltrainern (von der Filmförderungsanstalt Berlin finanziert). Nebenbei arbeitete er als Moderator bei Hellweg Radio in Soest. Er schrieb Konzepte für einen CDU-Politiker und wurde Dozent für mediale Kommunikation an der ISM Dortmund. Im Wahlkampf zur Bundestagswahl 2025 unterstützte er Friedrich Merz.
Einer breiten Öffentlichkeit wurde Dominic Boeer zum ersten Mal durch seine Rolle bei Gute Zeiten, schlechte Zeiten bekannt, wo er von 2003/2004 den Lehrer Jonas Vossberg verkörperte. Danach folgten die ZDF-Serien  Fünf Sterne, wo Boeer 2005/2006 als „Tom Brahe“ auftrat, und von 2007 bis 2011 SOKO Wismar, wo er den Polizisten Pöhlmann spielte. Diese Rolle nahm er im August 2014 inmitten der zwölften Staffel wieder auf. Im Jahr 2006 drehte Boeer in Kanada seine erste internationale Kinoproduktion Das Konklave. Es folgten mehrere Spielfilmproduktionen, bis er ab 2011 in der RTL-Action-Serie Die Draufgänger als Carl Berger an der Seite von Jörg Schüttauf zu sehen war. 2014 erschien im Piper-Verlag sein erstes Buch, die gemeinsam mit Samira El Ouassil veröffentlichte Satire Vegetarier essen meinem Essen das Essen weg.
Boeer hat mit der australischen Tänzerin, Choreographin und Ernährungsberaterin Alexandra Hipwell (* 1980) einen Sohn (* 2010), den er alleine erzieht, und lebt in Berlin.

## Filmografie (Auswahl)
- 2003: Bookies
- 2003: Die Camper
- 2003: St. Angela
- 2003: Der Ermittler
- 2003: Medicopter 117 – Jedes Leben zählt
- 2003/2004: Ritas Welt (Fernsehserie, u. a. Folge Gigantentreffen, im Abspann fälschlicherweise als Domenic Boeer gelistet)
- 2003–2005: Gute Zeiten, schlechte Zeiten
- 2004: Unsere Polizei
- 2005: Popp Dich schlank!
- 2005: SK Kölsch
- 2005: Das Konklave
- 2005: Der Mann, den Frauen wollen
- 2005: Die Camper
- 2006: Meine bezaubernde Nanny
- 2006: War ich gut?
- 2005/2006: Dina
- 2005–2007: Fünf Sterne
- 2007/2011: Doctor’s Diary
- 2007: Das iTeam – Die Jungs an der Maus
- 2007–2011, seit 2015: SOKO Wismar (als Lars Pöhlmann)
- 2008/2009: Die Dreisten Drei
- 2008: Woche für Woche
- 2008: Shortcut to Hollywood
- 2009: SOKO Stuttgart (Fernsehserie, Folge Tödliche Falle)
- 2010: Küstenwache
- 2010: Die Draufgänger (Pilotfilm)
- 2011: Weihnachten … ohne mich, mein Schatz!
- 2012: Die Draufgänger (Fernsehserie, acht Folgen)
- 2012: Mann kann, Frau erst recht
- 2013: Crossing Lines
- 2013: Helden – Wenn dein Land dich braucht
- 2013: Polizeiruf 110 – Der verlorene Sohn
- 2013: Alle Jahre wieder
- 2013: Schmidt – Chaos auf Rezept
- 2013: Frauenherzen
- 2013: Heldt (Fernsehserie, Folge Totalschaden)
- 2013: Christine – Perfekt war gestern
- 2013: Buddy (Kino)
- 2013: Männerhort (Kino)
- 2013: Tatort – Allmächtig
- 2014: Der Knastarzt (zwei Folgen)
- 2014: Notruf Hafenkante (Fernsehserie, Folge  Bataillon d'Amour)
- 2014–2017: Dr. Klein
- 2016: Akte Ex (Fernsehserie, Folge Die letzten Tage)
- 2018: In aller Freundschaft – Die jungen Ärzte (Fernsehserie, Folge Entscheidungsfragen)
- 2022: SOKO Stuttgart (Fernsehserie, Folge Das Pfandhaus; Gastauftritt als Kriminaloberkommissar Lars Pöhlmann von der SOKO Wismar)
- 2022: Das Begräbnis
- 2022: Liebesdings